# Bernard Inom
Bernard Inom (ur. 25 sierpnia 1973 w Reunion) – francuski bokser, były mistrz Europy w kategorii muszej.